# Kaya Özcan
Kaya Özcan (ur. 14 czerwca 1945 w Doğubayazıt) – turecki zapaśnik walczący w stylu klasycznym. Olimpijczyk z Meksyku 1968, gdzie zajął szóste miejsce w kategorii do 57 kg.
Zajął szóste miejsce na mistrzostwach Europy w 1969 roku.